# Phenacoccus fraxinus
Phenacoccus fraxinus är en insektsart som beskrevs av Tang 1977. Phenacoccus fraxinus ingår i släktet Phenacoccus och familjen ullsköldlöss. Inga underarter finns listade i Catalogue of Life.